# Liste der Kellergassen in Kreuttal
Die Liste der Kellergassen in Kreuttal führt die Kellergassen in der niederösterreichischen Gemeinde Kreuttal an.
| Foto |                 | Kellergasse                                    | Standort                     | Beschreibung |
| ---- | --------------- | ---------------------------------------------- | ---------------------------- | --- |
| ja   | Datei hochladen | Bahnstraße/Kellergasse (Hautzendorf)           | KG: Hautzendorf Standort     | Die beiden beidseitigen Einzelkellergassen liegen in einem Hohlweg am westlichen Ortsrand. Dieser wird nunmehr von der Bahnstrecke durchschnitten, sodass die Verbindung unterbrochen ist (die Bahnstraße liegt östlich der Bahn, noch im Ort, die Kellergasse westlich davon). Auf 400 Metern Länge befinden sich 70 Gebäude, überwiegend Keller in Schildmauerform. Die älteste Datierung ist von 1866. |
| ja   | Datei hochladen | In untern Tabergen                             | KG: Hautzendorf Standort     | Ein paar Keller befinden sich in Hanglage auf Feldern westlich knapp außerhalb des Dorfs, jenseits des Bahndamms. |
| ja   | Datei hochladen | Kellergasse (Hornsburg)                        | KG: Hornsburg Standort       | Die beidseitige Einzelkellergasse liegt in einem Graben am nordöstlichen Ortsrand. Sie umfasst zwölf Gebäude, davon zwei Um- oder Neubauten, auf 150 Metern Länge. Die älteste Datierung ist von 1943. |
| BW   | Datei hochladen | Hauptstraße (Kreuttalstraße; Unternolberndorf) | KG: Unterolberndorf Standort | Die einseitige Einzelkellergasse liegt an einer Geländekante, heute am östlichen Ortsrand, ursprünglich etwas außerhalb des Siedlungsgebiets. Auf 130 Metern Länge befinden sich 13 Gebäude, davon fünf Um- oder Neubauten. |
| ja   | Datei hochladen | Birkenweg (1. Kellergasse)                     | KG: Unterolberndorf Standort | Die beidseitige Einzelkellergasse liegt in einem Graben am westlichen Ortsrand. Auf 150 Metern Länge befinden sich 22 Gebäude in unterschiedlichen Bauformen, die Hälfte davon erneuerungsbedürftig. Die älteste Datierung ist von 1935. |
| ja   | Datei hochladen | 2. Kellergasse                                 | KG: Unterolberndorf Standort | Die beidseitige Einzelkellergasse liegt in einem Hohlweg am südlichen Ortsrand. Auf 50 Metern Länge befinden sich sechs mehrheitlich erneuerungsbedürftige Keller in Schildmauerform. Die älteste Datierung ist von 1901. Etwa 70 Meter weiter westlich befindet sich an diesem Weg ein Einzelkeller. |
| ja   | Datei hochladen | 3. Kellergasse (In der Sonnleiten)             | KG: Unterolberndorf Standort | Die beidseitige Einzelkellergasse liegt in einem Graben südlichen knapp außerhalb des Orts. Auf 450 Metern Länge befinden sich 57 Gebäude, überwiegend erneuerungsbedürftige oder verfallene Keller in Schildmauerform. Die älteste Datierung ist von 1871. |
| ja   | Datei hochladen | In Rosenbergen                                 | KG: Unterolberndorf Standort | Die 150 Meter lange beidseitige Einzelkellergasse liegt in einem Hohlweg am nördlichen Ortsrand. Anmerkung: Schmidbaur übersah diese Kellergasse, die aus etwa 20 Gebäuden bestehen dürfte. |

| Foto:                    | Fotografie der Kellergasse (Gesamtheit). Klicken des Fotos erzeugt eine vergrößerte Ansicht. Daneben finden sich zwei Symbole: \| Weitere Bilder vorhanden \| Das Symbol bedeutet, dass weitere Fotos des Objekts verfügbar sind. Durch Klicken des Symbols werden sie angezeigt. \| \| Eigenes Foto hochladen \| Durch Klicken des Symbols können weitere Fotos des Objekts in das Medienarchiv Wikimedia Commons hochgeladen werden. \| |
| Name:                    | Bezeichnung der Kellergasse |
| Standort:                | Es ist die Katastralgemeinde (KG) angegeben. Durch Aufruf des Links Standort wird die Lage der Kellergasse in verschiedenen Kartenprojekten angezeigt. |
| Beschreibung             | Kurze Beschreibung der Kellergasse |
| Weitere Bilder vorhanden | Das Symbol bedeutet, dass weitere Fotos des Objekts verfügbar sind. Durch Klicken des Symbols werden sie angezeigt. |
| Eigenes Foto hochladen   | Durch Klicken des Symbols können weitere Fotos des Objekts in das Medienarchiv Wikimedia Commons hochgeladen werden. |